# There's Good in Everyone
There's Good in Everyone é um filme mudo de romance britânico de 1915, dirigido por Maurice Elvey e estrelado por Elisabeth Risdon, Fred Groves e A. V. Bramble.

## Elenco
- Elisabeth Risdon - Beatrice Maybrook
- Fred Groves - Hon. Reginald
- A. V. Bramble - Marquis
- M. Gray Murray - Sr. Maybrook